# Capella de Sant Joan (Olius)
|  | Per a altres significats, vegeu «Capella de Sant Joan». |

La Capella de Sant Joan és un edifici religiós adossat a la casa Sant Joan del municipi d'Olius (Solsonès). Està protegida com a bé cultural d'interès local.

## Descripció
La capella adossada a la casa Sant Joan és d'estil rural, amb tendència renaixentista. És d'una sola nau, amb l'interior arrebossat. La construcció és de parament de pedres irregulars en filades. La porta a la façana principal (del davant), és rectangular i resseguida per grossos carreus de pedra. Per entrar en la capella, hi ha quatre esgraons de pedra. No hi ha finestres. Té un petit campanar d'espadanya en forma d'arc de mig punt, per a una sola campana.

## Història
Aquesta capella fou construïda a final del segle xvii i principi del segle xviii, època de gran tradició religiosa, degut al gran corrent postconciliar (després del concili de Trent), que imperava.